# Bomarea weigendii
Bomarea weigendii är en alströmeriaväxtart som beskrevs av Hofreiter och E.Rodr. Bomarea weigendii ingår i släktet Bomarea och familjen alströmeriaväxter. Inga underarter finns listade i Catalogue of Life.